# Myrmecoptinus laticornis
Myrmecoptinus laticornis is een keversoort uit de familie klopkevers (Ptinidae). De wetenschappelijke naam van de soort werd in 1917 gepubliceerd door Maurice Pic.